# Лубани, Лим
Лим Лубани (араб. ليم لوباني‎; ивр. לים לובאני;‎; род. 31 августа 1997) — арабо-израильская актриса палестинского происхождения, наиболее известная по роли Надии в фильме Хани Абу-Ассада «Омар».

## Ранние годы
Лубани родилась в Назарете, Израиль. Она была старшеклассницей в Вальдорфской школе Хардуфа в кибуце Хардуф, когда она профессионально дебютировала в фильме «Омар».

## Карьера
Лубани дебютировала в фильме «Омар», несмотря на отсутствие актёрской подготовки. На 86-й церемонии вручения премии «Оскар» фильм был номинантом в категории «Лучший фильм на иностранном языке».
В 2014 году Лим Лубани появилась в фильме Али Мустафы From A to B, а также сыграла роль Салимы в комедии «Рок на востоке» Билла Мюррея.

## Фильмография
| Год       |   | Русское название   | Оригинальное название | Роль               |
| --------- | - | ------------------ | --------------------- | ------------------ |
| 2013      | ф | Омар               | Omar                  | Надия              |
| 2014      | ф | —                  | From A to B           | Шадия              |
| 2015      | ф | Рок на востоке     | Rock the Kasbah       | Салима             |
| 2018      | ф | Святая Джуди       | Saint Judy            | Асефа              |
| 2018—2020 | с | Кондор             | Condor                | Габриэль Жубер     |
| 2020      | с | Центральный Багдад | Baghdad Central       | Савсан аль-Хафаджи |